# Elke Paulussen
Elke Alma Paulussen, geborene Sievers, (* 15. September 1944 in Hamburg-Blankenese) ist eine deutsche Autorin, die überwiegend in niederdeutscher Sprache veröffentlicht.

## Leben
Paulussen wuchs in Hamburg-Neuenfelde im Alten Land auf. Nach der Schulzeit mit dem Mittleren Schulabschluss arbeitete sie ein Jahr als Haustochter in der Schweiz, machte im Anschluss eine Lehre zur Reisebürokauffrau und wurde dann Filialleiterin eines Reisebüros.
1975 wurde sie Volkshochschul-Dozentin und gab über 25 Jahre Kurse in Niederdeutsch. Seitdem arbeitet sie auch als Autorin und schreibt Lyrik und Prosa. In der Harburger Rundschau, einer Regionalbeilage des Hamburger Abendblattes, erschienen in dieser Zeit regelmäßig ihre plattdeutschen Kolumnen. Außerdem engagierte sie sich ehrenamtlich in sozialen und kirchlichen Bereichen.
Paulussen war von 1967 bis 1996 verheiratet. Sie hat drei Kinder, darunter die Schauspielerin Grit Paulussen. Seit 1994 lebte sie mit ihrer Tochter in Buxtehude, später zog sie nach München um.

## Auszeichnungen
- 1993: Niederdeutscher Literaturpreis der Stadt Kappeln

## Werke
- Fleitjepiepen-Nils mit Bildern von Cord Denker, Helmut Buske Verlag, Hamburg 1984, ISBN 3-87118-675-9
- Vondoog: Gedichten, Helmut Buske Verlag, Hamburg 1987, ISBN 3-87118-828-X
- Pariser Schick achtern Diek, Hannah Verlag, Buxtehude 1996, ISBN 3-931735-00-1
- Dat groote plattdüütsche Leesbook, Hrsg. Hartmut Cyriacks und Peter Nissen, Autoren: Oswald Andrae, Hermann Bärthel, Hertha Borchert, Magreta Brandt, Hans-Hermann Briese, Waltrud Bruhn, Traute Brüggebors, Klaus Groth, Irmgard Harder, Hein Hoop, Harald Karolczak, Rudolf Kinau, Elke Paulussen, Fritz Reuter, Alma Rogge, Diedrich Heinrich Schmidt, Gerd Spiekermann und Gernot de Vries, Quickborn-Verlag, Hamburg 1996, ISBN 3-87651-195-X
- Wo die blaue Ameise singt. Gedanken - Geh danken, R. G. Fischer Verlag, Frankfurt am Main 2003, ISBN 978-3-83010-4353
- Alma: Ein Familienroman von Waterkant und Meer ... und mehr, Books on Demand 2009, ISBN 978-3-8391-9260-3
- Die gute Saat geht auf - Ausgewählte Gedichte, Books on Demand 2018, ISBN 978-3-7448-5396-5

## Tonträger
- De Snick de lacht: Plattdüütsche Kinnerleeder un Riemels (CD), Komposition und Texte: Elke Paulussen, Gesang und Percussion: Grit Paulussen, MoinMoin Tonstudio-Musikverlag, Quickborn 2002, ISBN 3-937157-02-6
- Fleitjepiepen-Nils (CD), gelesen von Silke Frakstein, MoinMoin Tonstudio-Musikverlag, Quickborn 2004, ISBN 3-937157-08-5
- Pariser Schick achtern Diek: Plattdüütsche Geschichten, Riemels und Leeder (CD), MoinMoin Tonstudio-Musikverlag, Quickborn 2005, ISBN 3-937157-09-3